# ويليام تسيغلر (مونتير)
ويليام تسيغلر (بالإنجليزية: William H. Ziegler)‏ هو مونتير أمريكي، ولد في 4 سبتمبر 1909 في فيلادلفيا في الولايات المتحدة، وتوفي في 2 يوليو 1977 في إنسينو ‏ في الولايات المتحدة.

## وصلات خارجية
- ويليام إتش. زيغلر على موقع IMDb (الإنجليزية)
- ويليام إتش. زيغلر على موقع ألو سيني (الفرنسية)
- ويليام إتش. زيغلر على موقع أول موفي (الإنجليزية)
- ويليام إتش. زيغلر على موقع قاعدة بيانات الأفلام السويدية (السويدية)
- ويليام إتش. زيغلر على موقع قاعدة بيانات الفيلم (الإنجليزية)
- ويليام إتش. زيغلر على موقع كينوبويسك (الروسية)